# Elliptio nigella
Elliptio nigella är en musselart som först beskrevs av I. Lea 1852.  Elliptio nigella ingår i släktet Elliptio och familjen målarmusslor. IUCN kategoriserar arten globalt som akut hotad. Inga underarter finns listade i Catalogue of Life.